# Mishkeegogamang Ojibway Nation
Die Mishkeegogamang Ojibway Nation ist eine der First Nations in der kanadischen Provinz Ontario, die zu den Anishinabe gehören. Die Angehörigen des Stammes leben überwiegend in Mishkeegogamang, früher Osnaburgh, und sie besitzen zwei Reservate am Einfluss des Albany River in den Lake St. Joseph.
Von den 1.650 anerkannten Mitgliedern (Juli 2010) lebten 938 in den Reservaten Osnaburgh 63A und 63B. Diese umfassen 5018,6 und 13677,8 ha. 586 Angehörige leben außerhalb von Reservaten, die übrigen in anderen Reservaten.
Zum Traditionellen Territorium der First Nation gehören neben diesen Gebieten die Regionen um Bottle Hill, Poplar Heights, Sandy Road, Doghole Bay, Rat Rapids, Cedar Rapids, Ten Houses, Eric Lake, Ace Lake, Metcalfe, Pashkokogan, Mile 50, Fitchie Lake, Mile 42, Mile 29, Menako, sowie die Ufer des Lake St. Joseph.
1905 schloss die kanadische Regierung mit ihnen einen Vertrag, der ihnen ihr Traditionelles Territorium nahm. Zudem mussten sie Dammbauten und Minenunternehmen weichen. Seit 1993 tragen sie wieder den traditionellen Namen, doch leidet der Ort, wie die meisten des Landes, noch immer unter den Folgen der kanadischen Indianerpolitik. 

## Geschichte

### Frühgeschichte
Die fünf Clans des Stammes tragen die Namen von Saugkarpfen (Sucker), Seetaucher (Loon), Karibu, Stör und Bär. Ihre Vorfahren kamen von den Großen Seen, von denen sie ab dem 9. Jahrhundert westwärts wanderten. Sie waren in Familiengruppen organisiert, die aus 10 bis 30 Mitgliedern bestanden. Bis um 1850 entsprachen die Familiengruppen oftmals Clans. 

### Hudson’s Bay Company
Die Hudson’s Bay Company errichtete Ende des 17. Jahrhunderts Handelsposten an der Hudson Bay und an der James Bay. Gleichzeitig begannen Ojibway-Gruppen die dortigen Cree zu verdrängen. Ende des 18. Jahrhunderts genügte es nicht mehr, auf die Ankunft einzelner Fallensteller und Jäger zu warten, sondern die Company begann, Handelsposten zu errichten. Mit einem solchen Auftrag kam 1786 John Best an den Albany River. Am Nordostende des Lake St. Joseph errichtete er einen Handelsposten, dem er den Namen Osnaburgh House gab.
Zahlreiche neue Waren kamen zu den Mishkeegogamang, wie Metallwaren (Messer, Töpfe und Pfannen), Gewehre, Alkohol, Tabak, Seife, Waren, die sie nur gegen Pelze eintauschen konnten. Bereits um 1800 waren sie von der HBC abhängig. Ab etwa 1820 machten sich Anzeichen der Überjagung bemerkbar, so dass bis 1880 immer wieder Hungersnöte ausbrachen. Darüber hinaus war der Posten die einzige Verbindung zur Regierung der Provinz und derjenigen Kanadas. Diese Regierungen unterstützten den Holzeinschlag und den Abbau von Rohstoffen, und Ottawa beschloss, mit diesen Stämmen, die noch keine Verträge unterzeichnet hatten, solche abzuschließen. Der Testfall für die Bereitschaft dazu war Osnaburgh House.

### James-Bay-Vertrag
Ab Juli 1905 sollte der dortige Häuptling Vertrag Nr. 9 der sogenannten Numbered Treaties unterzeichnen, 37 weitere Stämme sollten folgen. Dieser Vertrag wurde auch als James Bay Treaty bekannt. 
Unter der Führung von A. G. Meindl, dem eher ärztliche Aufgaben oblagen, sowie den Polizisten James Parkinson und J. L. Vanasse traf die Regierungsdelegation in Dinorwic auf T. C. Rae, den Chief trader der Hudson’s Bay Company. Er hatte Anweisung von seinem Vorgesetzten, dem Commissioner der Gesellschaft, für Transport und Reparaturen zu sorgen. Er sollte die Reisegruppe ab dem 3. Juli nach Osnaburgh bringen. Head man war James Swain, ein erfahrener Führer am Albany River und Postbote, der die Stromschnellen im Fluss gut kannte.
Nach einer langen Portage ging es zum Big Sandy Lake, am 5. Juli vorbei an der Frenchman's Head reservation, deren Bewohner ihnen durch die Ishkaqua portage halfen. Von dort ging es zum Lac Seul, wo sich ein weiterer Posten der Hudson’s Bay Company befand. Der dortige Angestellte J. D. McKenzie übernahm die Rolle des Dolmetschers, die Reisegruppe versuchte die Ojibway am Lac Seul an ihren traditionellen Festen zu hindern, stellte aber zugleich fest, dass es ihnen offenbar materiell gut ging. 
Am 11. Juli erreichten sie Osnaburg am Lake St. Joseph, wo sich im Sommerlager rund 330 Ojibway versammelt hatten. Im Gegensatz zu den bisher erreichten Gruppen, die fast alle ihre Gebiete bereits in Vertrag Nr. 3 hatten abtreten müssen, also seit Oktober 1873, gab es hier noch keinen Vertrag.
Den Indianern der Region waren die Bestimmungen des Vertrags von 1873 bekannt, allerdings hatten die Delegierten vor, ihnen schlechtere Bedingungen anzubieten. So sollten die Jahreszahlungen von 5 auf 4 Dollar gesenkt werden, schlimmer war, dass auch keinerlei Bestimmungen für die Stellung von Vieh, Munition oder Saatgetreide vorgesehen waren, um den Menschen die Möglichkeit zu geben, von der Landwirtschaft statt von Jagd und Fischfang zu leben. Man schlug den Indianern vor, eine Delegation auszuwählen, denen man die Bestimmungen des Vertrages übersetzen wollte.
Missabay, den die Delegierten der Regierung für den „anerkannten Häuptling“ hielten, und der tatsächlich eine respektierte Führungspersönlichkeit war, brachte in einer Rede die Sorge zum Ausdruck, sie müssten sich in das vorgesehene Reservat begeben und dürften nicht mehr fischen und jagen. Nach der Versicherung, ihre Lebensweise würde in keinerlei Weise verändert, baten sie sich einen Tag Bedenkzeit aus. In einer Versammlung erklärten sie am nächsten Tag, sie wollten in ein Vertragsverhältnis mit Seiner Majestät treten, denn sie glaubten, nur Gutes sei gewollt. Mit dem Geld könne man viel Gutes bewirken, zumal jeder Unterzeichner 8 Dollar erhielt, und daher waren sie bereit zu unterzeichnen. Nach dem Vertrag hatte der als Band bezeichnete Stamm Anspruch auf einen Häuptling und zwei Räte (chief, bzw. councillors), wobei als „Chief“ Missabay, als Berater John Skunk und George Wawaashkung gewählt wurden. Wahl und Vertragsabschluss wurden mit einer großen Feierlichkeit begangen. Der blinde Missabay musste eine Zeit lang die kanadische Flagge erheben und ermahnte die Jüngeren im Stamm, ihre eigene Meinung nicht über die welterfahrener Männer zu setzen, die viel Gutes brächten.
Dabei dürfte der Einfluss der ortsansässigen Church Missionary Society nicht zu vernachlässigen sein, die dort eine geräumige Kirche unterhielt, in der jeden Abend Gottesdienst abgehalten wurde. Leiter der Gemeinde war Jabez Williams, der auch Dolmetscherdienste leistete, und in dessen Haus die Gesandtschaft wohnte.
Am Morgen des 13. Juli war die Diskussion, wo genau das Reservat liegen solle, in vollem Gange; sie entschieden sich für das heute noch bestehende Reservat. Noch am selben Tag verließ die Delegation Osnaburgh.
Die Familiengruppen, die sich seit Generationen regelmäßig trafen, waren also nun ein Stamm, sie hatten ein fest begrenztes Reservat, das in zwei Gebiete zerfiel, die die Namen Osnaburgh 63A und 63B trugen, und ihr traditionelles Territorium war nun Teil des Weltmarkts für Rohstoffe, Immobilien, Holz. Sie hatten einen gewählten Häuptling und je einen Berater für 100 „Stammesangehörige“.

### Fortsetzung des traditionellen Lebens, Damm- und Straßenbauten
Zunächst veränderte sich die Art der Wirtschaft und der Lebensstil nur wenig. Allerdings entstanden einige Blockhütten am Südufer des Lake St. Joseph, bis zu den 1950er Jahren entstanden zwei Kirchen, rund 30 Häuser, ein Ratsgebäude an der Stelle, die als Old Village bekannt ist, und das gegenüber dem Osnaburgh House liegt. 
1928 beschloss die Regierung den Bau eines Stausees zur Stromgewinnung. Ausführendes, staatliches Unternehmen war Ontario Hydro. 1934 entstand ein zweiter Damm, den Indianern wurde noch nicht einmal mitgeteilt, dass ein Teil ihres Traditionellen Gebietes unter Wasser gesetzt wurde. Darunter befanden sich auch Begräbnisstätten. 
1954 entstand Highway 599 vom Savant Lake zur Straße zwischen Dog Hole Bay und Pickle Lake. Sie entstand für Minenarbeiten. Um diesen Unternehmen nicht im Wege zu stehen, mussten die Ojibway aus Old Willage wegziehen und an eine Stelle gehen, die New Osnaburgh genannt wurde, das heutige Reservat Mishkeegogamang. Es lag näher am Highway, und um 1960 waren die meisten umgezogen, Old Willage weitgehend verlassen. Viele blieben nun dauerhaft, zumal der kanadische Sozialstaat mit monatlichen Zahlungen lockte, während die Winterreisen oft lang, hart und manchmal auch nicht von Erfolg gekrönt waren. Im Ort gab es wenige Arbeitsplätze, die Menschen waren an ein so dichtes Beieinanderwohnen nicht gewöhnt – im Schnitt 13 Bewohner pro Haus. 
Zudem wurden den Familien die Kinder entzogen, die auf weit entfernte Schulen, die sogenannten Residential Schools geschickt wurden. Im Falle des Stammes war dies die Poplar Hill Residential School, die 300 km Luftlinie entfernt war. Viele der Heimkehrer verstanden die Sprache ihrer Eltern nicht mehr, Probleme mit Alkohol und anderen Drogen nahmen sprunghaft zu, so dass viele Kinder aus der Familie genommen werden mussten. Die Schule wurde als eine der letzten dieser Art 1989 geschlossen, Anfang der 90er Jahre war jedes zweite Kind in ärztlicher Behandlung wegen Depressionen. Hinzu kommt, dass viele Mütter während der Schwangerschaft Alkohol und andere Drogen konsumierten, was die Zahl der erbgeschädigten Kinder in die Höhe schnellen ließ.
Am 15. November 1993 beschloss der Stammesrat, den Namen Oznaburgh Band abzulegen und sich  wieder Mishkeegogamang zu nennen. 
1999 zahlte Ontario Hydro dem Stamm 17,25 Millionen Dollar für die Schäden, die durch die Überschwemmung des Lake St. Joseph entstanden waren. 
2009 unterzeichnete Chief Connie Gray-McKay und PC Gold Inc. ein Memorandum of Understanding über die Ausbeutung der Mine an der Pickle Crow Goldmine.